# Moses Kipsiro
Moses Ndiema Kipsiro (ur. 2 września 1986) – ugandyjski lekkoatleta, długodystansowiec.
Brązowy medalista mistrzostw świata z Osaki (2007) w biegu na 5000 m. Złoty (na 10 000 m) i srebrny (na 5000 m) medalista mistrzostw Afryki (2006). Wicemisrz świata w przełajach (2009). W 2010 wywalczył dwa brązowe medale (w biegu seniorów oraz drużynowo) przełajowych mistrzostw świata w Bydgoszczy. Był drugi w biegach na 3000 i 5000 metrów w pucharze interkontynentalnym w Splicie (2010). Zdobył złote medale w biegu na 5000 metrów i 10 000 metrów podczas igrzysk Wspólnoty Narodów (Nowe Delhi 2010). Podczas igrzysk olimpijskich w Londynie zajął 10. lokatę w biegu na 10 000 metrów, zaś na dwa razy krótszym dystansie uplasował się na 15. miejscu (2012). W 2013 był czwarty na mistrzostwach świata w przełajach. W tym samym roku zajął 12. miejsce na 10 000 metrów podczas mistrzostw świata w Moskwie. Srebrny medalista mistrzostw Afryki w biegach przełajowych (2014). W tym samym roku zdobył złoto w biegu na 10 000 metrów podczas igrzysk Wspólnoty Narodów w Glasgow. 
Kipsiro jest dwukrotnym złotym medalistą Igrzysk afrykańskich (Bieg na 5000 m – Algier 2007 oraz Maputo 2011). Na tym samym dystansie zajął 4. miejsce podczas Igrzysk w Pekinie (2008) oraz 2. lokatę na Światowym Finale IAAF (Stuttgart 2008).

## Rekordy życiowe
- Bieg na 1500 metrów – 3:37,6 (2008)
- Bieg na 3000 metrów – 7:30,95 (2009) do 2020 rekord Ugandy
- Bieg na 5000 metrów – 12:50,72 (2007) do 2020 rekord Ugandy
- Bieg na 10 000 metrów – 27:04,48 (2012)
- Bieg na 10 kilometrów[2] – 27:54 (2008) do 2016 rekord Ugandy
- Bieg na 2 mile (hala) – 8:08,16 (2012) rekord Ugandy[3]
- Bieg maratoński – 2:10:49 (2017)